# Heinrich-Sauermann-Haus

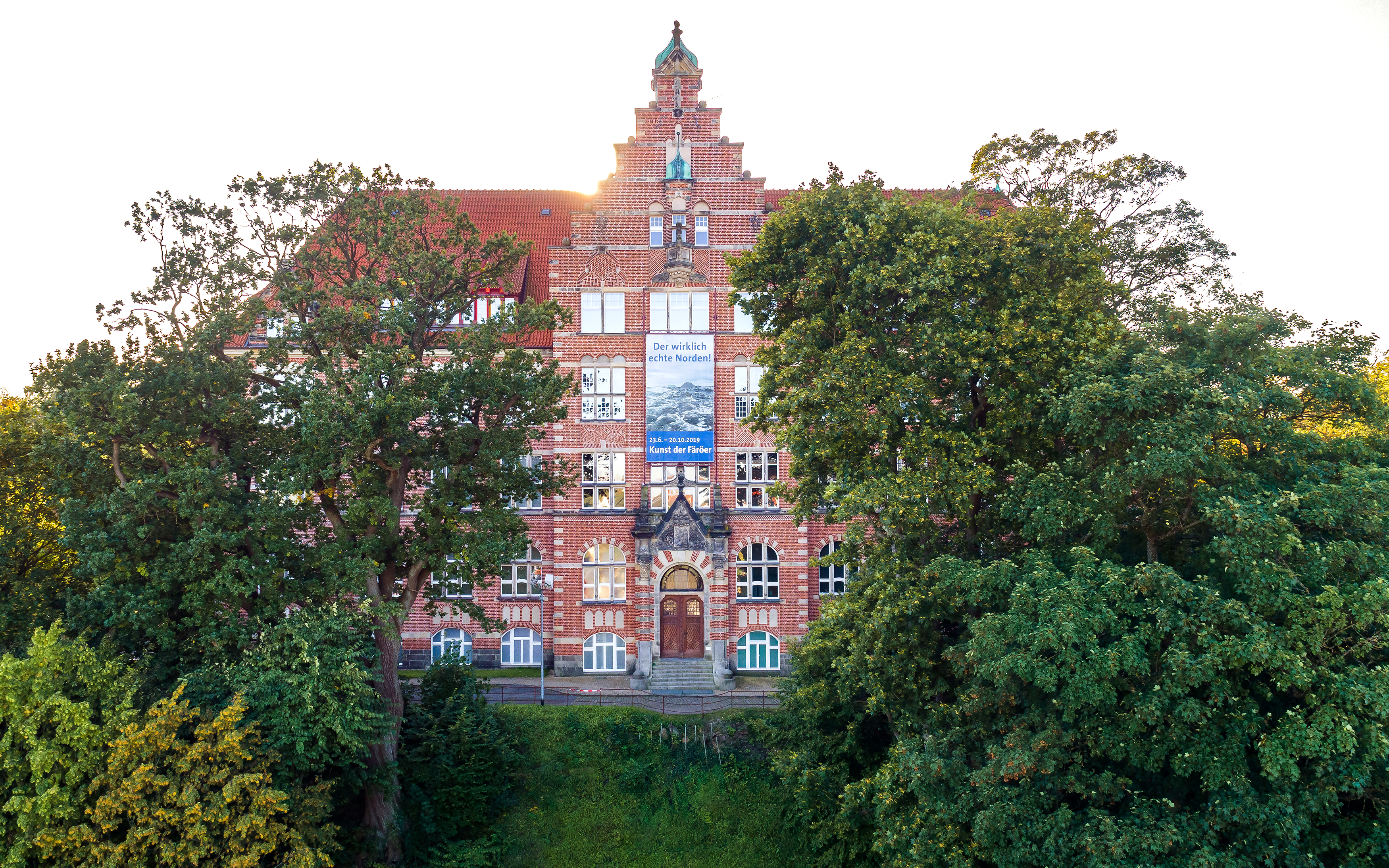
Heinrich-Sauermann-Haus auf dem Museumsberg Flensburg, Vorderseite (Luftaufnahme)

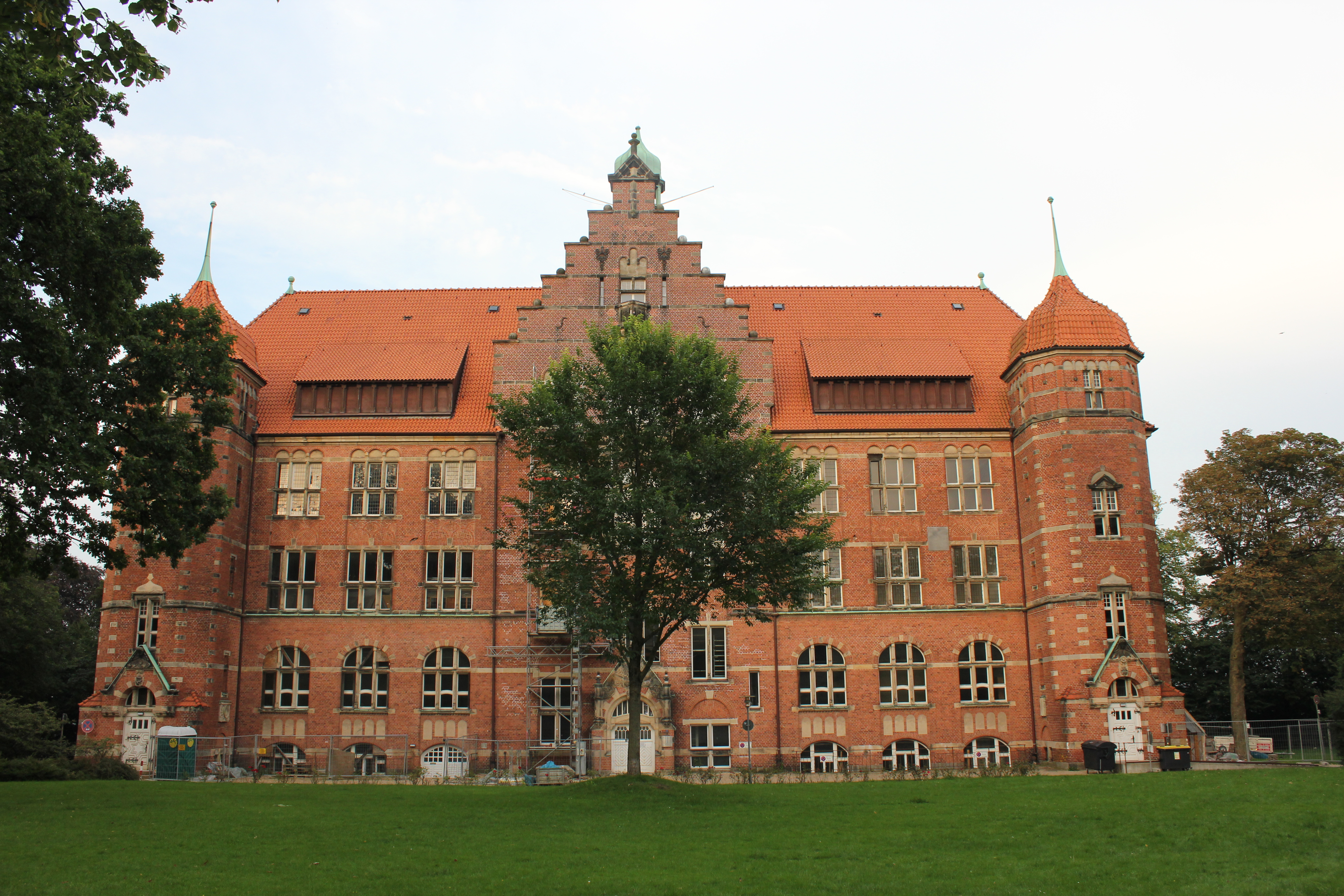
Heinrich-Sauermann-Haus (2011)

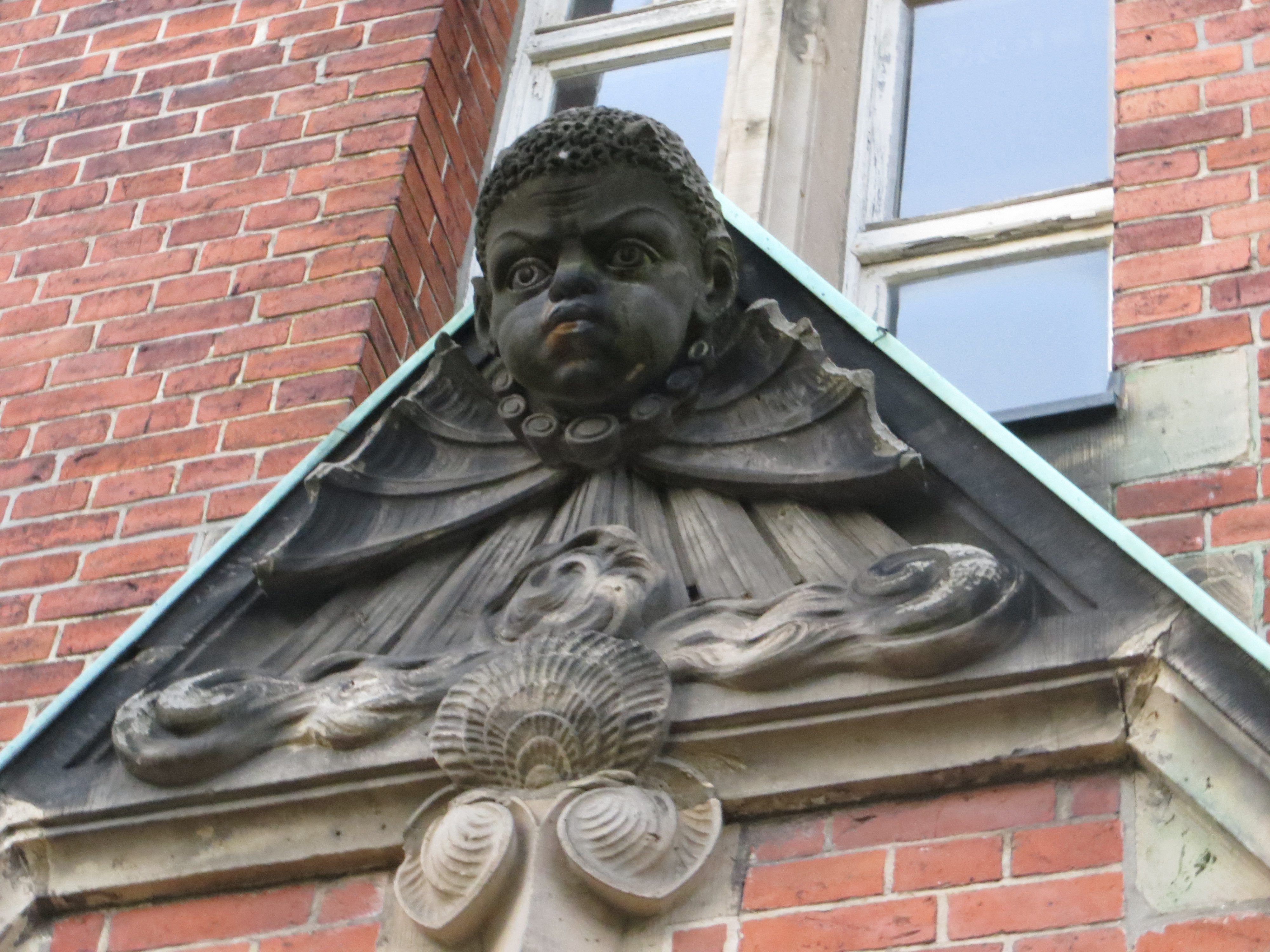
Knabengesicht an der Fassade des Gebäudes

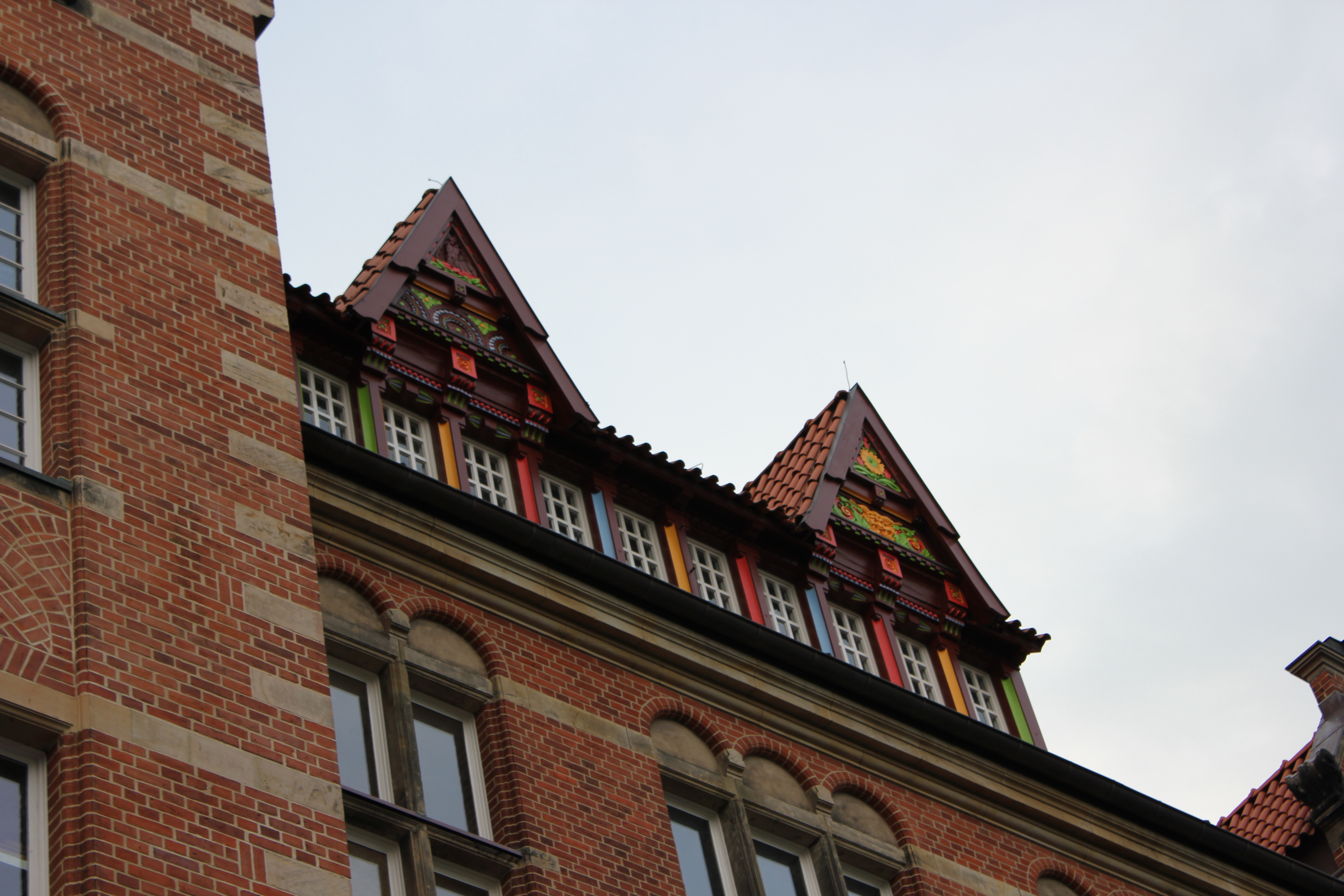
Zwei bunt bemalte Giebel des Gebäudes

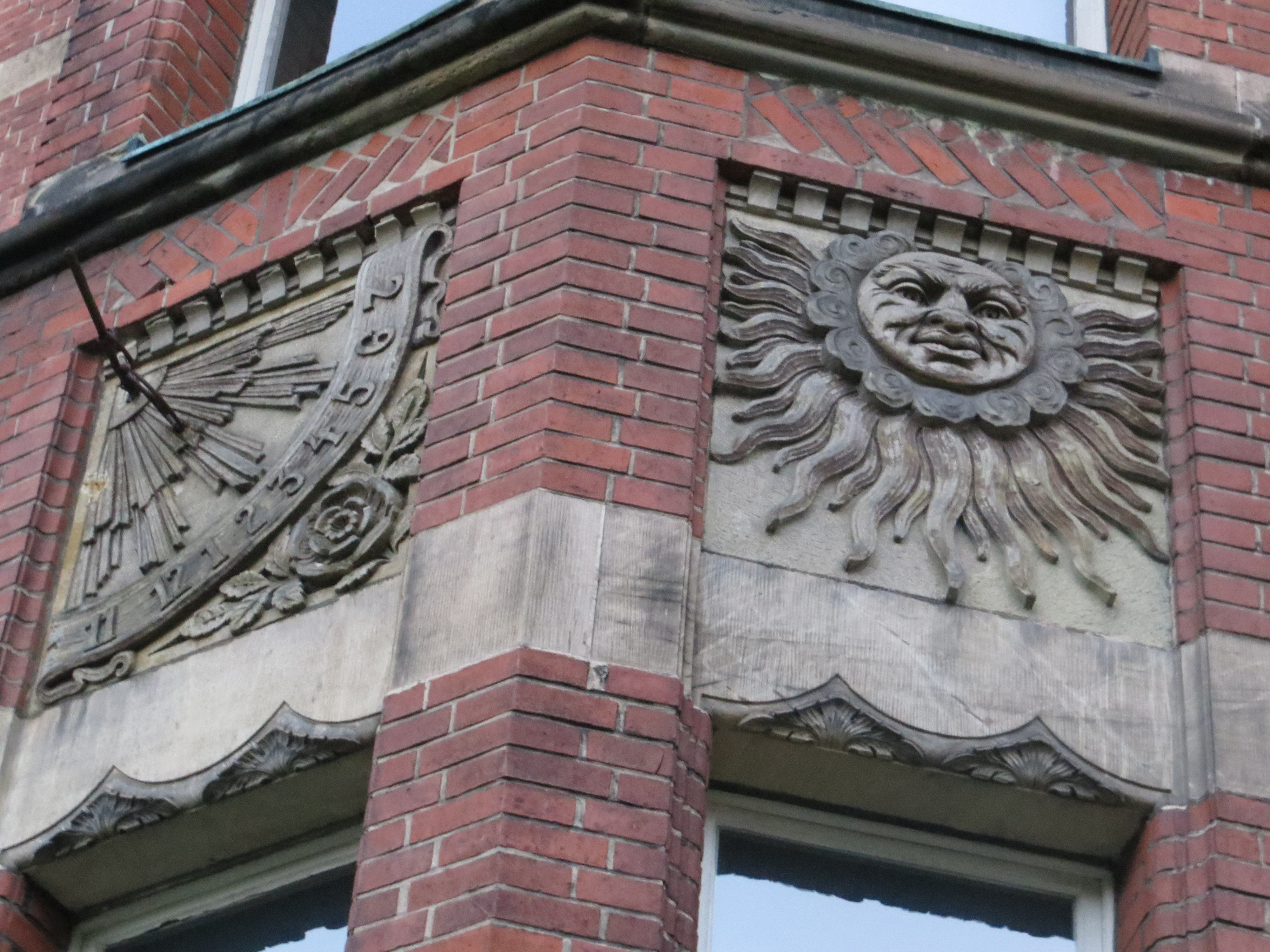
Sonnenuhr auf der südlichen Seite des Gebäudes

Das Heinrich-Sauermann-Haus ist ein Museumsgebäude in Flensburg und wurde Anfang des 20. Jahrhunderts zur Aufnahme eines städtischen Kunstgewerbemuseums errichtet. Wann das Gebäude seinen heutigen Namen erhielt ist unklar. Das Gebäude gehört heute zu den Kulturdenkmalen der Stadt.

## Baugeschichte

### Errichtung
Der Museumsbau wurde 1900–1903 oberhalb der Rathausstraße errichtet, im Parkbereich am östlichen Rand des Christiansenparks in Nachbarschaft des unmittelbar zuvor entstandenen Hans-Christiansen-Hauses. In dem Gebäude sollte insbesondere die 1876 von Heinrich Sauermann begründete Kunstgewerbesammlung, die über Jahre nur provisorisch untergebracht worden war, einen Platz finden. Der schlossähnliche Bau entstand nach Plänen des Architekten und preußischen Baubeamten Carl Mühlke (tätig bei der Bezirksregierung Schleswig) im Stil der Niederländischen Renaissance und besitzt eine gewisse Ähnlichkeit mit dem Schloss Frederiksborg. Mühlke griff bei seiner Planung auf einen Grundriss des Architekturbüros Schulz & Schlichting aus dem Jahr 1891 zurück.

### Gestaltung der Gebäudefassade
An der facettenreichen Gestaltung der Fassade des Gebäudes soll sich Heinrich Sauermann stark beteiligt haben. Elemente dieser Fassade sind beispielsweise ein Flensburger Wappen über dem Haupteingang, die Inschrift über dem Mitteleingang der Rückseite „Arbeit staelt – Kunst beseelt“, eine Sonnenuhr auf der Südseite des Gebäudes, ein nordischer Drachenkopf sowie ein deutscher Reichsadler auf der Gebäudewestseite.

## Nutzung
Das Museum wurde noch im Jahr 1903 eingeweiht, Heinrich Sauermann wurde dessen erster Museumsdirektor und blieb es bis zu dessen Tod durch Herzversagen nur ein Jahr später. Sauermanns gegründete Schule für Kunsttischler und Bildschnitzer zog offenbar ebenfalls mit in das Gebäude ein. Erst im Jahr 1905 begannen die Arbeiten für die Treppenanlage, welche von der Rathausstraße hoch zum Museum führt.
Im Jahr 1933 hatten die Deutschen Christen, eine Nazi-treue Gruppierung, nach manipulierten Kirchenwahlen die Mehrheit in allen wichtigen kirchlichen Gremien erhalten. Im selben Jahr, dem 450. Geburtstag des Reformators Martin Luther, wurde durch diese auf dem Museumsvorplatz eine Luthereiche gepflanzt. Gleichzeitig wurde der Bereich des Museums nach Martin Luther benannt, sodass das Museum fortan die Adresse Lutherplatz 1 führte. In der Zeit des Nationalsozialismus wurde das Museum offenbar „Grenzlandmuseum“ genannt.
Zum Ende des Zweiten Weltkriegs im Mai 1945 siedelte sich vier Kilometer entfernt in Flensburg-Mürwik die letzte Reichsregierung unter Karl Dönitz an. Seit dem 3. Mai sollen zeitweise einige niederrangige Personen, die im Zuge der Verlegung der Reichsregierung nach Flensburg kamen, im Grenzlandmuseum kampiert haben. Kurz darauf begann die Besetzung der Stadt, sodass der Sonderbereich Mürwik zur letzten Enklave des Dritten Reichs wurde.
Nach dem Zweiten Weltkrieg wurde die Ausstellung neu konzipiert. Weniger bedeutsame Sammlungsgegenstände wurden in die Magazine des Museums gebracht. 1984 wurde das Schifffahrtsmuseum Flensburg am Flensburger Hafen eingerichtet, und das alte städtische Museum wurde danach häufig nur noch Altes Museum genannt. 1997 wurde das Hans-Christiansen-Haus, das zuvor als Schule diente, als Bestandteil des neu eingerichteten Museumskomplexes Museumsberg Flensburg eröffnet. Im selben Jahr wurde der Lutherplatz in Museumsberg umbenannt. Im Gegenzug beschloss die Stadt den Lutherpark unweit des Flensburger Rathauses einzurichten. Seit dieser Zeit besitzt das Heinrich-Sauermann-Haus die Adresse Museumsberg 1. 2001 wurde im Erdgeschoss des Gebäudes das Naturwissenschaftliche Museum eingerichtet, das seitdem Bestandteil des Museumsbergs ist.